# Maxime Renaux
Maxime Renaux (Sedan, 17 maggio 2000) è un pilota motociclistico francese, campione del mondo MX2 nella stagione 2021.

## Carriera
Nel 2014 Renaux ha fatto il suo debutto nel Campionato Europeo Motocross nella categoria EMX125, su Yamaha. Ha segnato regolarmente punti e si è classificato ventitreesimo. Nel 2015 ha corso l'intera stagione nella stessa categoria chiudendo al terzo posto. Nel 2016 ha gareggiato nella categoria EMX250 del Campionato Europeo; infortuna subito non riesce ad andare oltre il venticinquesimo posto. Ha debuttato anche nel Campionato Mondiale Motocross MX2, iniziando come pilota ospite nel Gran Premio dei Paesi Bassi. Riuscì a guadagnare qualche punto e concluse la stagione cinquantaquattresimo.

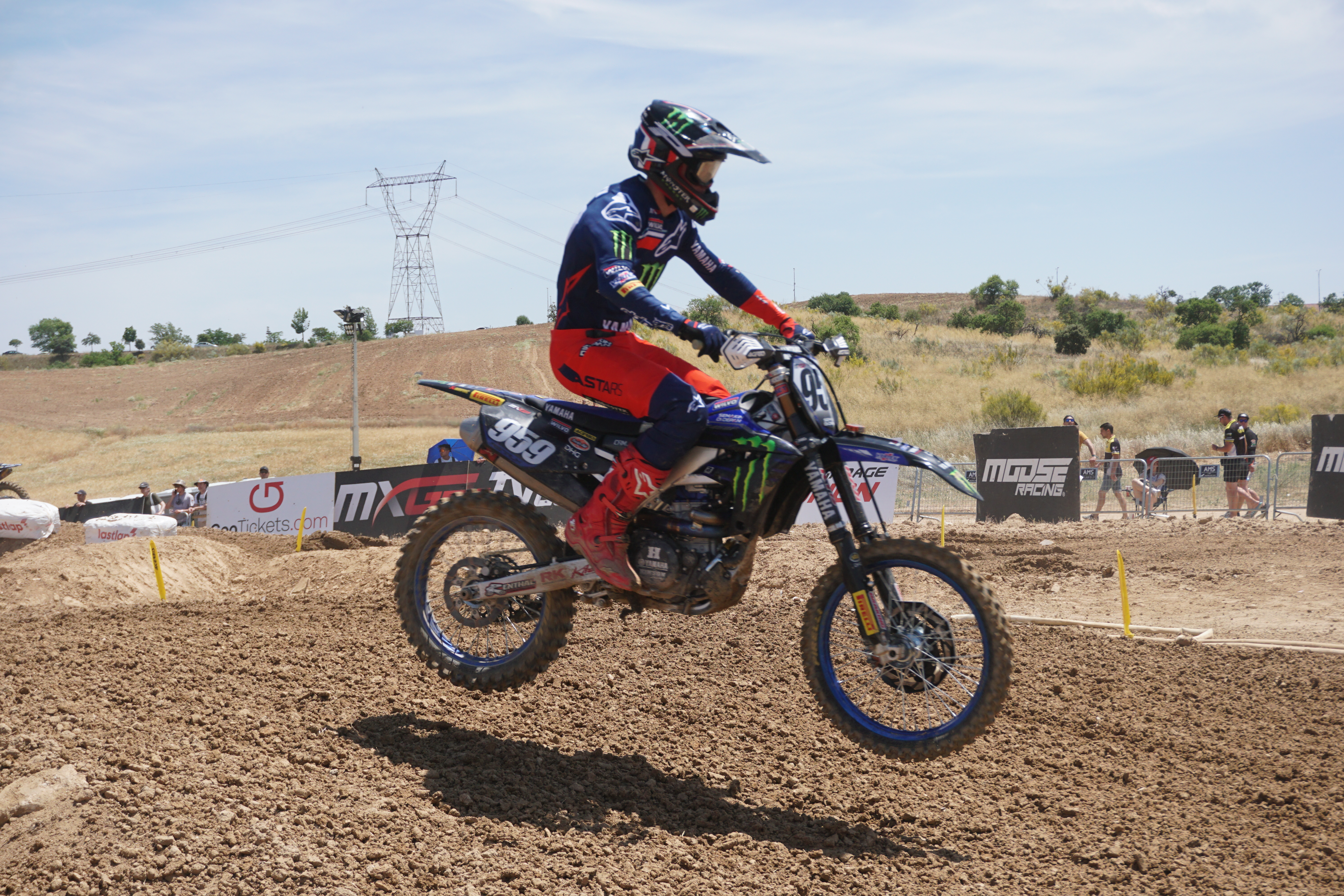
Renaux, in pista al Gran Premio di Spagna del 2022.

La stagione 2017 è stata ostacolata da infortuni, Renaux non è mai entrato in campo. Nel 2018 ha corso nuovamente tutta la stagione nella categoria EMX250. Anche in questa circostanza è stato tormentato da infortuni ma si è classificato dodicesimo nel Campionato Europeo dopo aver vinto l'evento belga. Quando non ci sono eventi nella categoria EMX250, Renaux gareggia sporadicamente nel campionato del mondo MX2. 
Nel 2019, Maxime Renaux ha gareggiato come pilota titolare campionato del mondo MX2. Dopo una stagione regolare e diversi podi, ha concluso al settimo posto. Viene quindi selezionato per il Motocross delle Nazioni con la squadra francese. Nel 2020 ha vinto il primo Gran Premio della sua carriera e si è classificato terzo nella graduatoria finale: dietro a Tom Vialle e Jago Geerts. Al termine di questa stagione, Renaux è stato insignito del Jan de Groot Award, il premio per il miglior giovane pilota.
Per la stagione 2021, Renaux firma un contratto con il team ufficiale Yamaha. Con cinque Gran Premi vinti si laurea campione mondiale MX2. Negli anni seguenti, pur tormentato da altri infortuni, gareggia in MXGP.